# Nechvalice
Nechvalice é uma comuna checa localizada na região da Boêmia Central, distrito de Příbram.

## Galeria

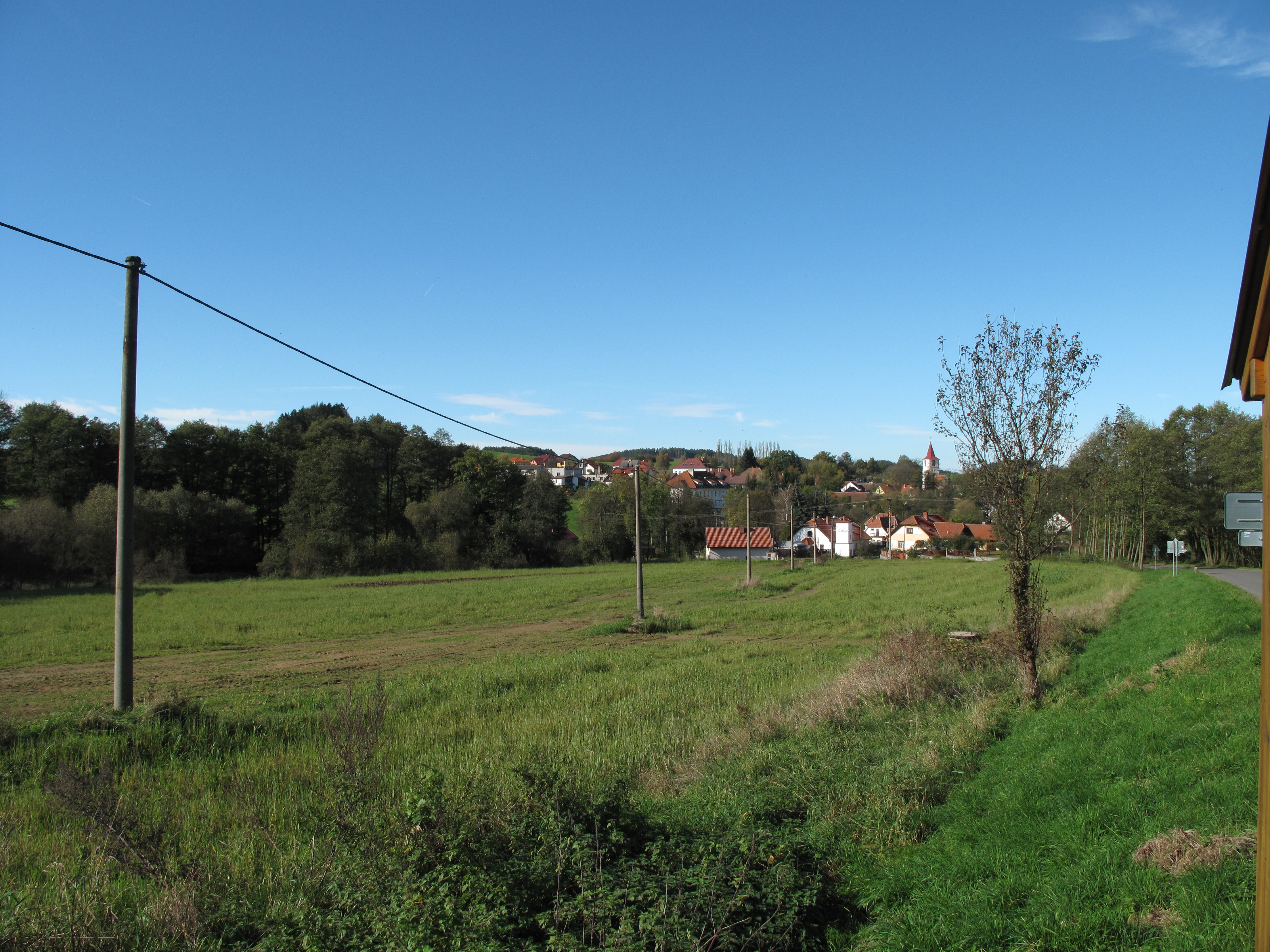
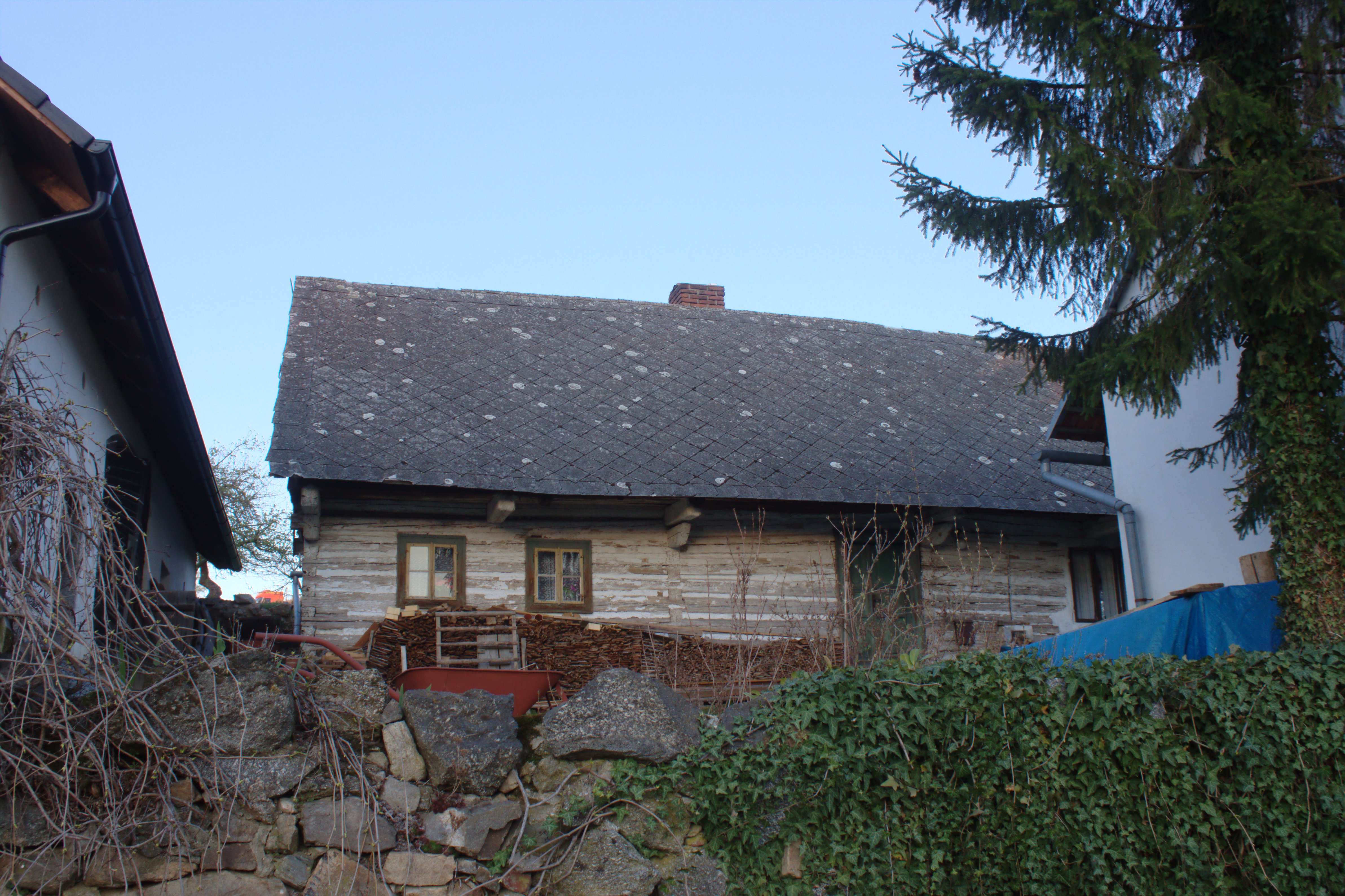
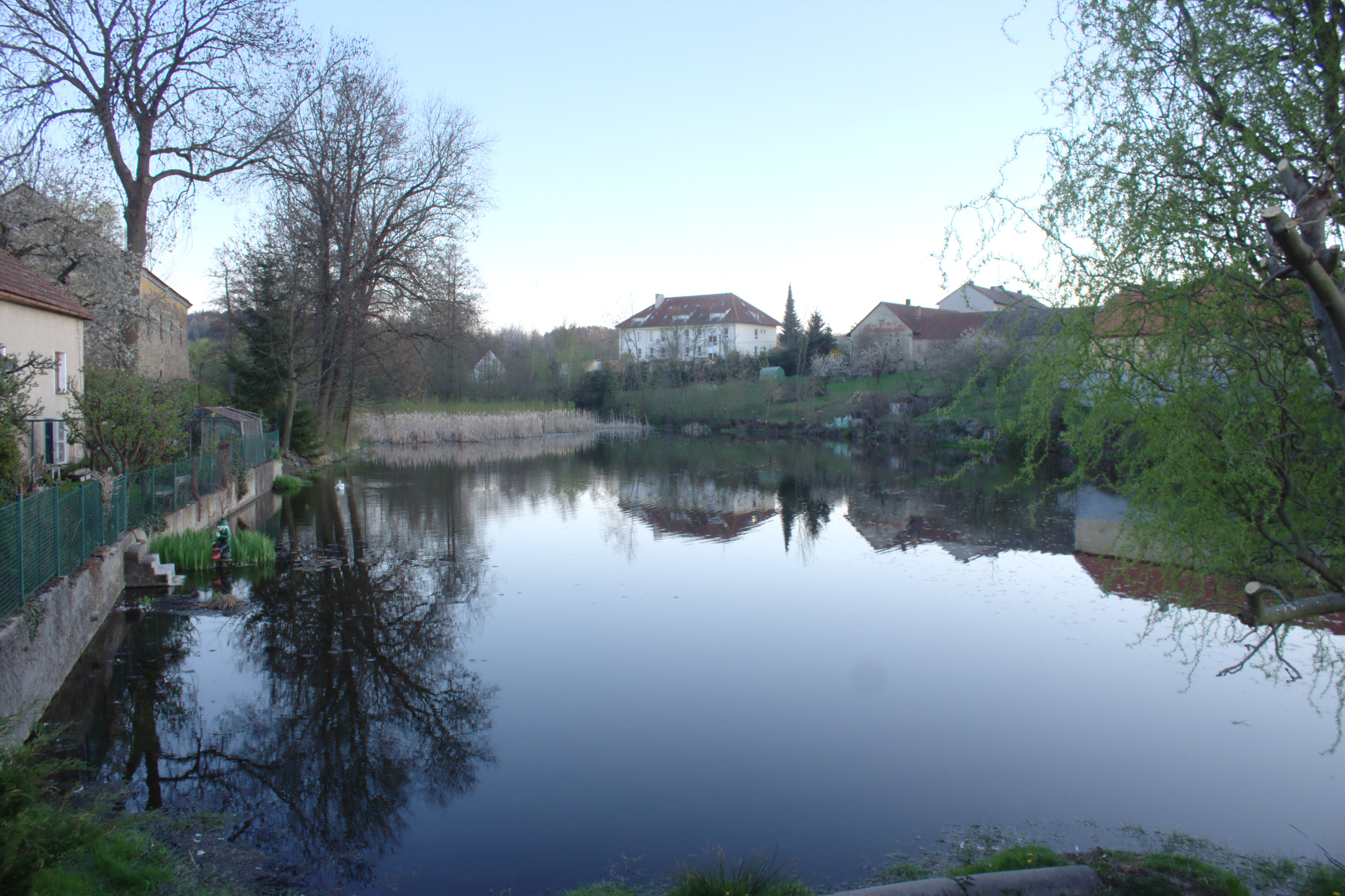